# Rafael Joseffy
Rafael Joseffy (Hunfalu, 3 juillet 1852 – New York, 25 juin 1915) est un pianiste, pédagogue et compositeur hongrois.

## Biographie
Rafael Joseffy naît à Hunfalu, dans le comitat de Szepes (aujourd'hui en Slovaquie). Il passe sa jeunesse à Miskolc (environ 160 km plus au Sud) et commence l'étude du piano à l'âge de huit ans. Il étudie à Budapest avec Friedrich Brauer, ancien professeur de Stephen Heller. En 1866, il se rend à Leipzig, pour étudier avec Ernst Ferdinand Wenzel et prend quelques leçons également d'Ignaz Moscheles. En 1868, il prend également des cours avec Carl Tausig à Berlin, pendant deux ans. Il passe ensuite deux étés avec Franz Liszt à Weimar (1870 et 1871).
Il fait ses débuts à Berlin, en 1870 et dans des dans grandes villes d'Europe. Il est immédiatement reconnu comme un maître du piano d'une grande brillance. Dans une revue de 1874, Hanslick admire sa technique éclatante, mais trouve son jeu froid. En 1879, il s'installe aux États-Unis, et vit à New York. Joseffy fait ses débuts américains la même année avec un orchestre dirigé par Leopold Damrosch dans les concertos de Chopin et Liszt en plus de prestation en récitals. Après, il joue avec l'Orchestre philharmonique de New York et fait de nombreuses apparitions à New York et dans d'autres villes américaines avec Theodore Thomas et son orchestre. Joseffy est soliste lors des concerts d'inauguration de l'Orchestre symphonique de Chicago les 16 et 17 octobre 1891,avec notamment l'exécution du Concerto pour piano de Tchaïkovski, sous la direction de Thomas, au Théâtre de l'auditorium à Chicago. Il est l'un des premiers à jouer régulièrement des œuvres de Brahms.
Le style de Joseffy est large et complet, mais son jeu avait un certain caractère incisif. Il a produit de nombreuses compositions populaires pour le piano, ainsi que l'édition des œuvres de Frédéric Chopin (en quinze volumes) et d'autres compositeurs (notamment Czerny, Henselt, Schlözer et Moscheles), pour les éditions G. Schirmer. 
Entre 1888 et 1906, il s'est pratiquement mis à la retraite de la scène et s'est consacré à l'enseignement, au National conservatory. L'homme était très réservé. Henry Wolfsohn affirme avoir offert à Joseffy des sommes énormes pour entreprendre des tournées de concerts, mais le pianiste trouvait la vie du concert si sévère sur ses nerfs, qu'il n'a jamais accepté. Il préférait le petit revenu de l'enseignant aux feux de la rampe. Joseffy a continué à ne pas s'occuper de la gloire ou des applaudissements. Pour lui, son art était suprême et les autres choses importaient peu. Il passait ses étés à Tarrytown.
Il laisse un volume destiné à l'enseignement et consacrée à la technique pianistique, School of Advanced Piano Playing, publiée chez Schirmer, à New York (1902).
Il est décédé à New York en 1915, âgé de 61 ans.